# 코스타스 얀눌리스
콘스탄티노스 "코스타스" 니콜라오스 얀눌리스(그리스어: Κωνσταντίνος "Κώστας" Νικόλαος Γιαννούλης, 1987년 12월 9일, 카테리니 ~)는 그리스의 축구 선수로, 현재 수페르리가 엘라다의 클럽 OFI에서 레프트 백으로 활약하고 있다.

## 클럽 경력

### 파니오니오스
2005년, 그는 파니오니오스에서 프로 무대에 데뷔하였으나, 클럽의 단 한경기에 출전하지 못하였고, 이후 포스티라스와 피에리코스로 임대되었다. 그는 피에리코스 소속으로 25경기 출전하여 팀이 2006-07 시즌 감마 에트니키를 성공적으로 치러 우승을 거두고 다음 시즌 베타 에트니키로 승격되는데 도왔다.

### 이라클리스 테살로니키
2007년 여름, 그는 이라클리스 테살로니키와 계약하여 당시 감독이었던 앙헬 페드라사 감독에 의해 팀의 붙박이 레프트 백이 되었다. 그는 소속팀의 수페르리가 엘라다 경기에 55번 뛰었다.

### 쾰른
2010년 5월, 그는 분데스리가 클럽 쾰른과 계약하였다. 쾰른은 이 이적에 대해 만족을 표의하였다. 미하엘 마이어 단장은 클럽 공식 웹사이트에 "우리는 팀의 수비를 한층 강화시켜줄 콘스탄티노스 얀눌리스를 영입한 것에 대해 반갑게 느낍니다,"라고 표하였다. "그는 시즌 시작을 앞두고 우리에게 필요한 레프트 백의 조건을 지니고 있습니다." 키커 보고서에 따르면, 이라클리스 테살로니키가 재정난에 빠져, "저효율 선수 6인"을 정리하기 위해 쾰른과 수비수를 맞바꾼 것으로 보고서를 냈다. 보고서에는 당 독일 클럽만이 풀백의 영입에 관심을 가진 것이 아니라, 카이저슬라우테른도 그리스인의 서명을 받아내기 위해 차근히 수순을 밟았다고 덧붙였다. 그러나, 반시즌 후, 그는 1군 경기에 한번도 출전하지 못하였고, 겨울 휴식기동안 뒤에 아무것도 남기지 않아도 이적해도 된다는 허락을 받았다.

### 아트로미토스
2011년 6월 23일, 그는 수페르리가 엘라다의 아트로미토스에 1시즌간 임대로 합류하기로 합의를 보았고, 그는 이 기간동안 25경기에 출전하여 1골을 집어넣었다. 2012년 8월 7일, 얀눌리스는 쾰른으로부터의 방출 발표가 난지 얼마 지나지 않아 아트로미토스의 3년짜리 계약서에 서명하였다.
2014년 6월 28일, 이 27세 수비수는 팀의 기술 고문인 얀니스 아겔로풀로스 씨의 도움으로 2년 더 유효한 연장 계약서 (2015년까지 유효) 에 서명하였다. 그는 아나스타시오스 카라마노스, 루이지 첸나모, 니콜라오스 라자리디스, 에프스타티오스 타블라리디스, 루이스 에두아르두 산타나 브리투, 그리고 미겔 세바스티안 가르시아에 이어 1년도 채 안되어 계약을 연장한 구단의 7번째 선수가 되었다. 코스타스 얀눌리스는 도덕성, 능력, 그리고 지치지 않는 힘을 소유한 선수로, 팀에서의 마지막 시즌 (2013-14 시즌) 동안 모든 대회를 통틀어 44경기에 나왔다.

### 올림피아코스
2014년 8월 31일, 코스타스 얀눌리스가 올림피아코스에 합류하였다고 발표되었다.

## 국가대표팀 경력
2011년 11월 15일, 그는 루마니아와의 친선경기에서 그리스 국가대표팀 데뷔전을 치렀다.

## 클럽 통계
| 클럽 경력 | 클럽 경력    | 클럽 경력         | 리그 | 리그 | 컵        | 컵        | 유럽 | 유럽 | 합계 | 합계 |
| 시즌      | 클럽         | 리그              | 출장 | 골   | 출장      | 골        | 출장 | 골   | 출장 | 골   |
| 그리스    | 그리스       | 그리스            | 리그 | 리그 | 그리스 컵 | 그리스 컵 | 유럽 | 유럽 | 합계 | 합계 |
| --------- | ------------ | ----------------- | ---- | ---- | --------- | --------- | ---- | ---- | ---- | ---- |
| 2005–06   | 파니오니오스 | 알파 에트니키     | 0    | 0    | 0         | 0         | 0    | 0    | 0    | 0    |
| 2006      | 포스티라스   | 델타 에트니키     | 6    | 0    | 0         | 0         | 0    | 0    | 6    | 0    |
| 2006–07   | 피에리코스   | 감마 에트니키     | 25   | 0    | 0         | 0         | 0    | 0    | 25   | 0    |
| 2007–08   | 이라클리스   | 수페르리가 엘라다 | 12   | 0    | 2         | 0         | 0    | 0    | 14   | 0    |
| 2008–09   | 이라클리스   | 수페르리가 엘라다 | 21   | 0    | 1         | 0         | 0    | 0    | 22   | 0    |
| 2009–10   | 이라클리스   | 수페르리가 엘라다 | 22   | 0    | 0         | 0         | 0    | 0    | 22   | 0    |
| 독일      | 독일         | 독일              | 리그 | 리그 | DFB-포칼  | DFB-포칼  | 유럽 | 유럽 | 합계 | 합계 |
| 2010–11   | 쾰른         | 분데스리가        | 0    | 0    | 0         | 0         | 0    | 0    | 0    | 0    |
| 그리스    | 그리스       | 그리스            | 리그 | 리그 | 그리스 컵 | 그리스 컵 | 유럽 | 유럽 | 합계 | 합계 |
| 2011–12   | 아트로미토스 | 수페르리가 엘라다 | 27   | 1    | 3         | 0         | 0    | 0    | 28   | 1    |
| 2012–13   | 아트로미토스 | 수페르리가 엘라다 | 32   | 1    | 2         | 0         | 2    | 0    | 36   | 1    |
| 2013–14   | 아트로미토스 | 수페르리가 엘라다 | 38   | 0    | 4         | 0         | 2    | 0    | 44   | 0    |
| 2014–15   | 아트로미토스 | 수페르리가 엘라다 | 0    | 0    | 0         | 0         | 1    | 0    | 1    | 0    |
| 2014–15   | 올림피아코스 | 수페르리가 엘라다 | 6    | 0    | 3         | 0         | 2    | 0    | 11   | 0    |
| 합계      | 그리스       | 그리스            | 188  | 2    | 12        | 0         | 7    | 0    | 210  | 2    |
| 합계      | 독일         | 독일              | 0    | 0    | 0         | 0         | 0    | 0    | 0    | 0    |
| 경력 합계 | 경력 합계    | 경력 합계         | 188  | 2    | 15        | 0         | 7    | 0    | 210  | 2    |